# Passengers (film)
Passengers är en amerikansk-kanadensisk thrillerfilm från 2008 regisserad av Rodrigo García. Filmens protagonister spelas av Anne Hathaway och Patrick Wilson.